# ATP-ova ljestvica
ATP-ova ljestvica je popis tenisača koji sastavlja Udruga teniskih profesionalaca (ATP) temeljem rezultata tenisača na ATP-ovim i ITF-ovim turnirima. 
Sastavlja se od 1973. godine, a izrađuju se ljestvice posebno za tenisače u pojedinačnoj konkurenciji i konkurenciji parova. Na temelju toga popisa tenisači ulaze u ždrijeb turnira koji igraju, a najbolje rangirani tenisači postavljaju se kao nositelji turnira, kojih može biti od 8 do 32, ovisno o jačini turnira. Nositelji koji su određeni plasmanom s ATP liste, raspoređuju se u različite dijelove ždrijeba kako bi se izbjeglo rano sučeljavanje najboljih tenisača na turniru, a samim time i rano ispadanje nekoga od favorita.
Ne nose svi turniri podjednak broj bodova. Grand Slam turniri su turniri gdje se može za dalek doseg osvojiti najviše bodova, dok se pobjede na Futuresima skromnije nagrađuju. Tako, naprimjer, pobjeda u drugom kolu jednoga od Grand Slam turnira nosi više ATP-ovih bodova nego osvojeni Futures turnir.

## Tenisači broj 1 ATP-ove ljestvice
Slijedi popis igrača koji su bili broj 1 ATP-ove ljestvice u pojedinačnoj konkurenciji od 1973.:
| #   | Igrač                | Država | Datum              | Ukupno tjedana |
| --- | -------------------- | ------ | ------------------ | -------------- |
| 1.  | Ilie Năstase         |        | 23. kolovoza 1973. | 40             |
| 2.  | John Newcombe        |        | 3. lipnja 1974.    | 8              |
| 3.  | Jimmy Connors        |        | 29. srpnja 1974.   | 268            |
| 4.  | Björn Borg           |        | 23. kolovoza 1977. | 109            |
| 5.  | John McEnroe         |        | 3. ožujka 1980.    | 170            |
| 6.  | Ivan Lendl           |        | 28. veljače 1983.  | 270            |
| 7.  | Mats Wilander        |        | 12. rujna 1988.    | 20             |
| 8.  | Stefan Edberg        |        | 13. kolovoza 1990. | 72             |
| 9.  | Boris Becker         |        | 28. siječnja 1991. | 12             |
| 10. | Jim Courier          |        | 10. veljače 1992.  | 58             |
| 11. | Pete Sampras         |        | 12. travnja 1993.  | 286            |
| 12. | Andre Agassi         |        | 10. travnja 1995.  | 101            |
| 13. | Thomas Muster        |        | 12. veljače 1996.  | 6              |
| 14. | Marcelo Ríos         |        | 30. ožujka 1998.   | 6              |
| 15. | Carlos Moyá          |        | 15. ožujka 1999.   | 2              |
| 16. | Jevgenij Kafeljnikov |        | 3. svibnja 1999.   | 6              |
| 17. | Patrick Rafter       |        | 26. srpnja 1999.   | 1              |
| 18. | Marat Safin          |        | 20. studenog 2000. | 9              |
| 19. | Gustavo Kuerten      |        | 4. prosinca 2000.  | 43             |
| 20. | Lleyton Hewitt       |        | 19. studenog 2001. | 80             |
| 21. | Juan Carlos Ferrero  |        | 8. rujna 2003.     | 8              |
| 22. | Andy Roddick         |        | 3. studenog 2003.  | 13             |
| 23. | Roger Federer        |        | 2. veljače 2004.   | 310            |
| 24. | Rafael Nadal         |        | 18. kolovoza 2008. | 209            |
| 25. | Novak Đoković        |        | 4. srpnja 2011.    | 348            |
| 26. | Andy Murray          |        | 16. studenog 2016. | 41             |

## Vanjske poveznice
- Pojedinačna konkurencija (engl.)
- Parovi (engl.)